# Effets de la légalisation du cannabis

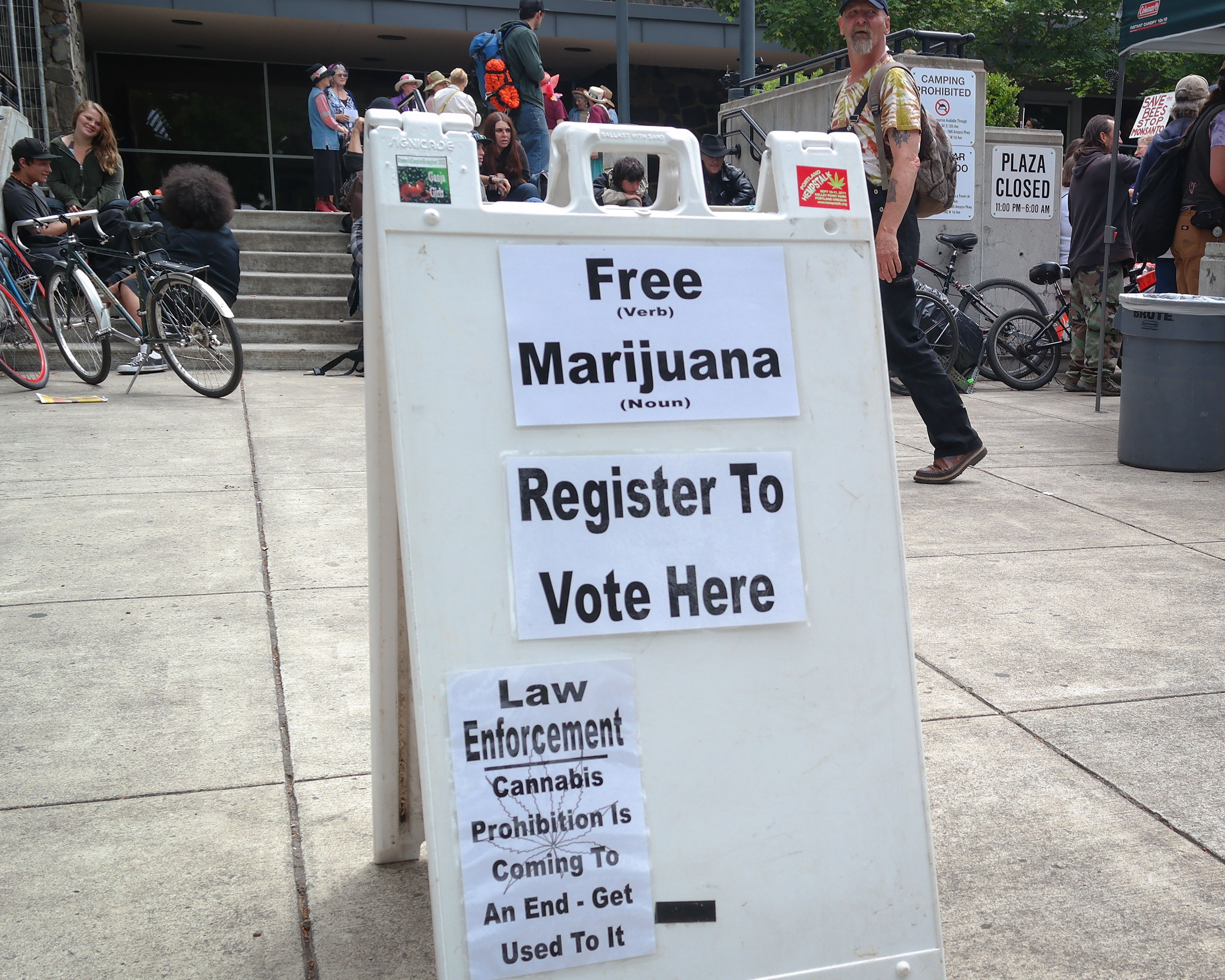
Un panneau soutenant la légalisation du cannabis au Wayne Morse Free Speech Plaza à Eugene, Oregon.

L'usage du cannabis (culture, possession et consommation) comme drogue récréative, par opposition à son usage médical, est interdit dans de nombreux pays depuis plusieurs décennies, et notamment au niveau international depuis la Convention unique sur les stupéfiants de 1961.
Plusieurs pays comme l'Uruguay et le Canada, ainsi que plusieurs États des États-Unis, ont légalisé la production, la vente, la possession et l'usage récréatif et/ou médical du cannabis. Dans l'ensemble, les quelques études réalisées depuis que ces mesures ont été prises tendent à conclure que la légalisation tend à accroître la consommation de cannabis des adultes et la variété des produits consommés. Une augmentation des accidents routiers est observée dans certaines régions. En revanche, la légalisation réduit le nombre d'arrestations liées à la consommation et au commerce de cette substance.

## Effets
Les expériences de légalisation du cannabis sont encore peu nombreuses et récentes, de sorte qu'il est difficile de tirer des conclusions générales. Une revue de la littérature sur ces expériences aux États-Unis, au Canada et en Uruguay, publiée en 2021, rappelle la fragilité des conclusions à ce stade, mais indique toutefois que la légalisation tend à accroître la consommation de cannabis, principalement des adultes, et la variété des produits consommés, ce qui se traduit à court terme par une hausse des intoxications aïgues. Elle semble accroître la fréquence des accidents routiers dans certaines régions, au moins à court terme. Les effets positifs sont une chute des arrestations pour consommation de cannabis et une baisse du marché noir (qui subsiste toutefois). Les créations d'emploi dans le secteur du cannabis et les recettes fiscales supplémentaires associées sont présentées comme un effet positif possible de la mesure.

## Régions

### États-Unis
Aux États-Unis, chaque État met en place des lois différentes quant au cannabis. Diverses études ont tenté de mesurer les conséquences du passage du cannabis illégal vers le cannabis légal. Certaines ont d'abord vu une augmentation de la consommation et l'abus par les moins et les plus de 21 ans, lorsque certains États légalisaient le cannabis thérapeutique, d'autres plus récentes que la légalisation du cannabis n'entraînait pas de hausse de la consommation par le plus jeunes.
Une étude de 2017 a révélé que l'introduction de lois sur le cannabis médical entraînait une réduction des crimes violents dans les États américains frontaliers du Mexique.
Une étude de 2020 a révélé que les ventes de malbouffe avaient augmenté de 3,2 à 4,5 % dans les États qui avaient légalisé le cannabis.

#### Colorado
Au Colorado, les effets depuis 2014 comprennent une augmentation des revenus de l'État,, une diminution des crimes violents, mais aussi une augmentation des personnes sans abri (liée à la venue de personnes quittant des États pénalisant la consommation).
Depuis la légalisation, les responsables de la santé publique et des forces de l'ordre du Colorado ont été confrontés à un certain nombre de problèmes, servant de modèle pour les problèmes politiques liés à la légalisation. Les visites à l'hôpital liées au cannabis ont presque doublé entre 2011, avant la légalisation, et 2014,. Un hôpital du Colorado a observé une augmentation de 15 % du nombre de bébés nés avec du THC dans le sang. Les principaux administrateurs de la santé publique du Colorado ont cité la puissance accrue des produits consommés aujourd'hui, souvent appelés « produits comestibles », comme une source de préoccupation. Ils ont également souligné le risque que les produits comestibles représentent pour les enfants, car ils sont souvent impossibles à distinguer des aliments ordinaires une fois sortis de leur emballage. L'usage des jeunes a également été un aspect majeur du débat entourant la légalisation du cannabis et une préoccupation pour les responsables de l'État. Les taux d'utilisation globaux des jeunes ont augmenté, mais pas suffisamment pour être considérés comme statistiquement significatifs. En examinant les élèves des huitième, dixième et douzième années, une étude publiée dans le Journal of the American Medical Association conclut que les taux d'utilisation n'avaient augmenté dans aucun des différents groupes d'âge du Colorado, bien que des augmentations statistiquement significatives des taux d'utilisation parmi des élèves de huitième et de dixième ont été signalés dans l'État de Washington.

#### Oregon
L'Oregon a légalisé le cannabis en novembre 2014. Les effets ont inclus une augmentation des appels liés au cannabis au centre antipoison de l'État de l'Oregon, une augmentation de la perception chez les jeunes que la consommation de cannabis est nocive, une diminution des taux d'arrestation pour des infractions liées au cannabis, une vente de produits à base de cannabis pour un montant de 250 millions de dollars, ce qui a généré 70 millions de dollars de recettes fiscales pour l'État (plus que les 36 millions de dollars de revenus prévus), une diminution de 10 % des crimes violents et une baisse de 13 % du taux de meurtres.

#### Washington, D.C.
Washington, D.C. a légalisé le cannabis en 2015. Les arrestations pour possession de cannabis ont diminué de 98 % de 2014 à 2015 et toutes les infractions liées au cannabis ont chuté de 85 %.

#### Californie
La Californie a légalisé l'utilisation de la cannabis à des fins récréatives le 1er janvier 2018, à la suite de l'adoption de la Proposition 64. Cette législation majeure a fait de la Californie le plus grand marché légal de cannabis au monde et a ouvert de nouvelles opportunités pour l'économie de l'État. Elle a généré des milliards de dollars en recettes fiscales depuis la légalisation.

### Uruguay
Les effets de la légalisation du cannabis en Uruguay depuis 2013 incluent d'autres pays de la région qui assouplissent les lois concernant le cannabis et réduisent les coûts du cannabis illégal. Le pourcentage de femmes détenues a diminué.